# Волинський похід Людовика Угорського

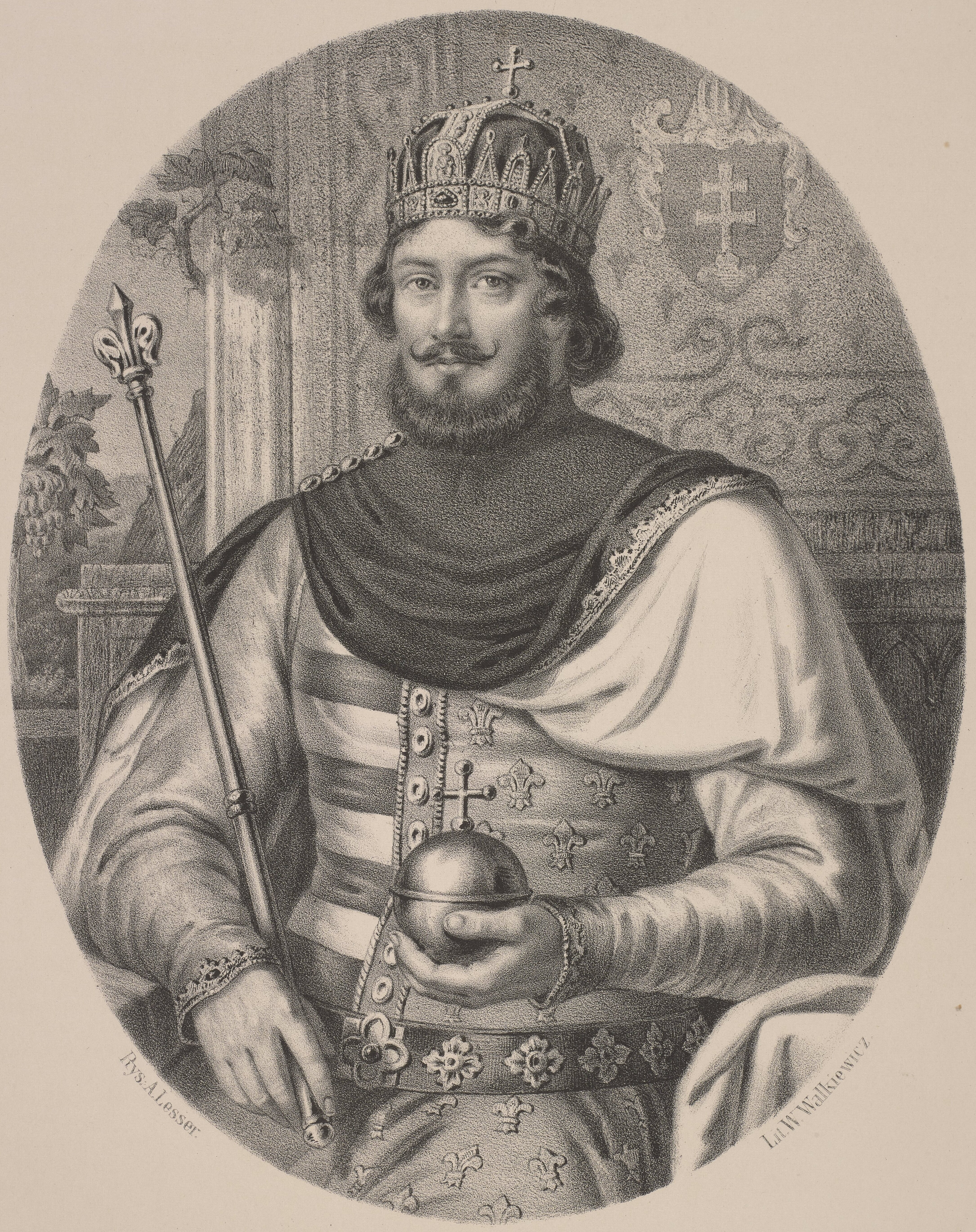
Людовик Угорський, малюнок ХІХ ст.

Волинський похід — завойовницька кампанія польсько-угорського війська під керівництвом Людовика Угорського на Волинь і Поділля який відбувся у 1377 році. Був складовою боротьби сусідніх держав за спадщину Галицько-Волинської держави Романовичів.

## Передумови
Після смерті польського короля Казимира ІІІ восени 1370 року новим польським королем стає король Людовик, який на той час вже був правителем Угорщини. Скориставшись моментом, волинський князь Любарт-Дмитро захопив Володимир, який належав Олександрові Коріятовичу як васалу Казимира. В цей ж час фактично незалежним правителем став холмський та белзький князь, Юрій Наримунтович, який був особистим васалом Казимира ІІІ, а не польської корони.
1376 року відбувся великий похід русько-литовського війська під керівництвом князів Любарта-Дмитра, Кейстута та Юрія Наримунтовича на Малопольські землі в ході якого вони спустошили околиці Сандомира і Тарнова та взяли великий полон. Ці дії руських князів розгнівали польську знать та змусили Людовіка звернути увагу на проблеми на своїх північних кордонах. Останній організував коаліцію проти своїх противників до якої крім угорського і польського королівств увійшли також і тевтонські лицарі, які напали на Жемайтію і зв'язали там сили Кейстута.

## Перебіг військових дій

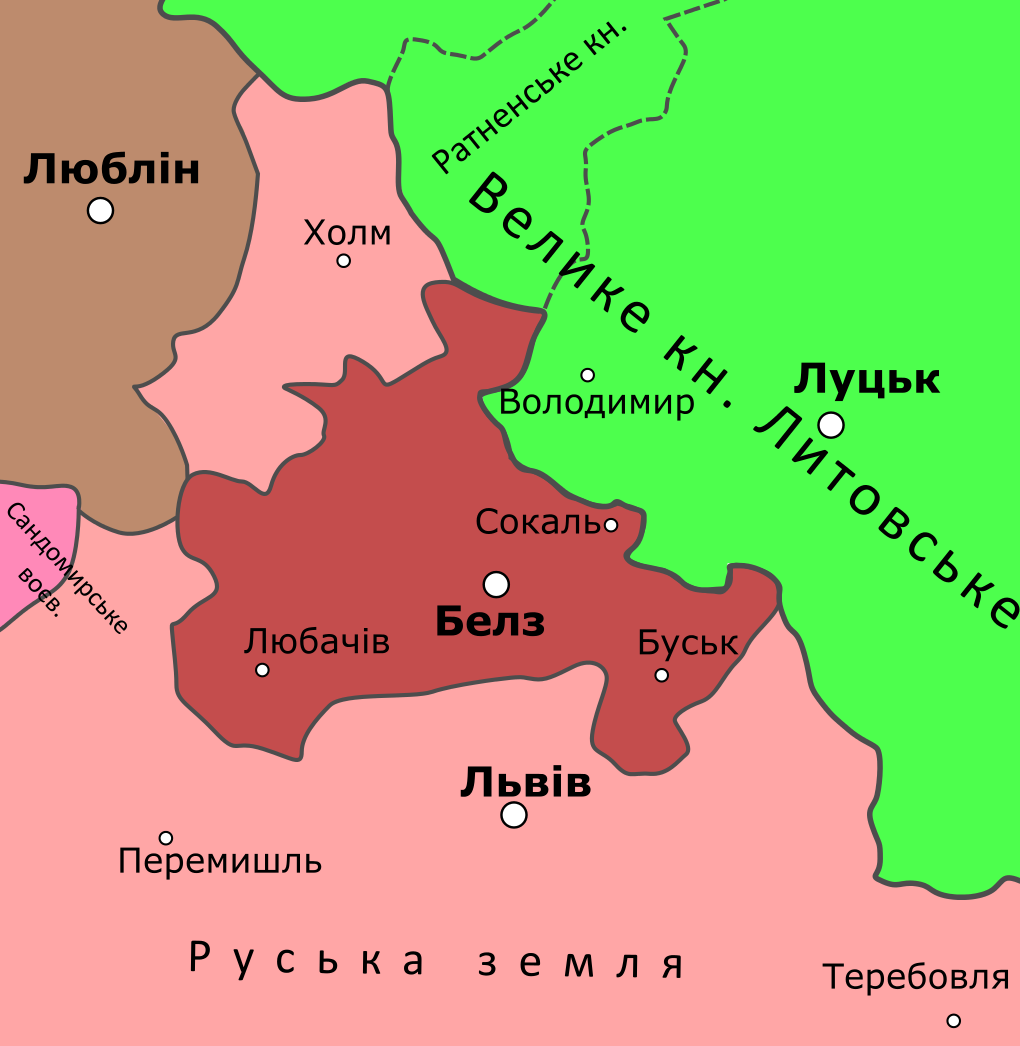
Белзьке князівство у кінці XIV ст.

На думку М. Грушевського у поході Людовік використав незначні сили та неохоче його проводив, в основному щоб заспокоїти польську знать. Зібравши військо, до якого, крім угорських воїнів, увійшли й лицарі з Краківської, Сандомирської, Серадзької та інших земель Людовик влітку 1377 року виступив на Волинь і спрямував основний свій удар на Белз, у той час, як полки з польських земель обложили Холм. Ймовірно, якась частина війська була вислана і в центральну Волинь, проти Любарта. Холм швидко був взятий поляками і вони вирушили під Белз, який вперто оборонявся, оскільки Юрій Наримунтович добре підготував місто до війни. Облога тривала сім тижнів — від липня до вересня 1377 року. Однак Юрій Наримунтович, так і не отримавши підмоги від своїх союзників, змушений був здатися.
За посередництвом Кейстута Людовик та русько-литовські князі уклали мирну угоду. Згідно з нею, Холмську й Белзьку землі віддали під управління Володислава Опольського, а Юрій Наримунтович одержував від короля Любачів у володіння та річну пенсію в 100 гривень з прибутків Бохенської жупи. Любарт утримав більшу частину своїх земель, за винятком Кременця, Олеська і Лопатина, які також були приєднані до Галицької землі, а також змушений був скласти Людовику homagium, тобто став його васалом. Також на вірність Людовику присягнули подільські князі Олександр і Борис Коріятовичі, хоч у джерелах і не сказано про те, що між ними і Людовиком велися воєнні дії.

## Результати

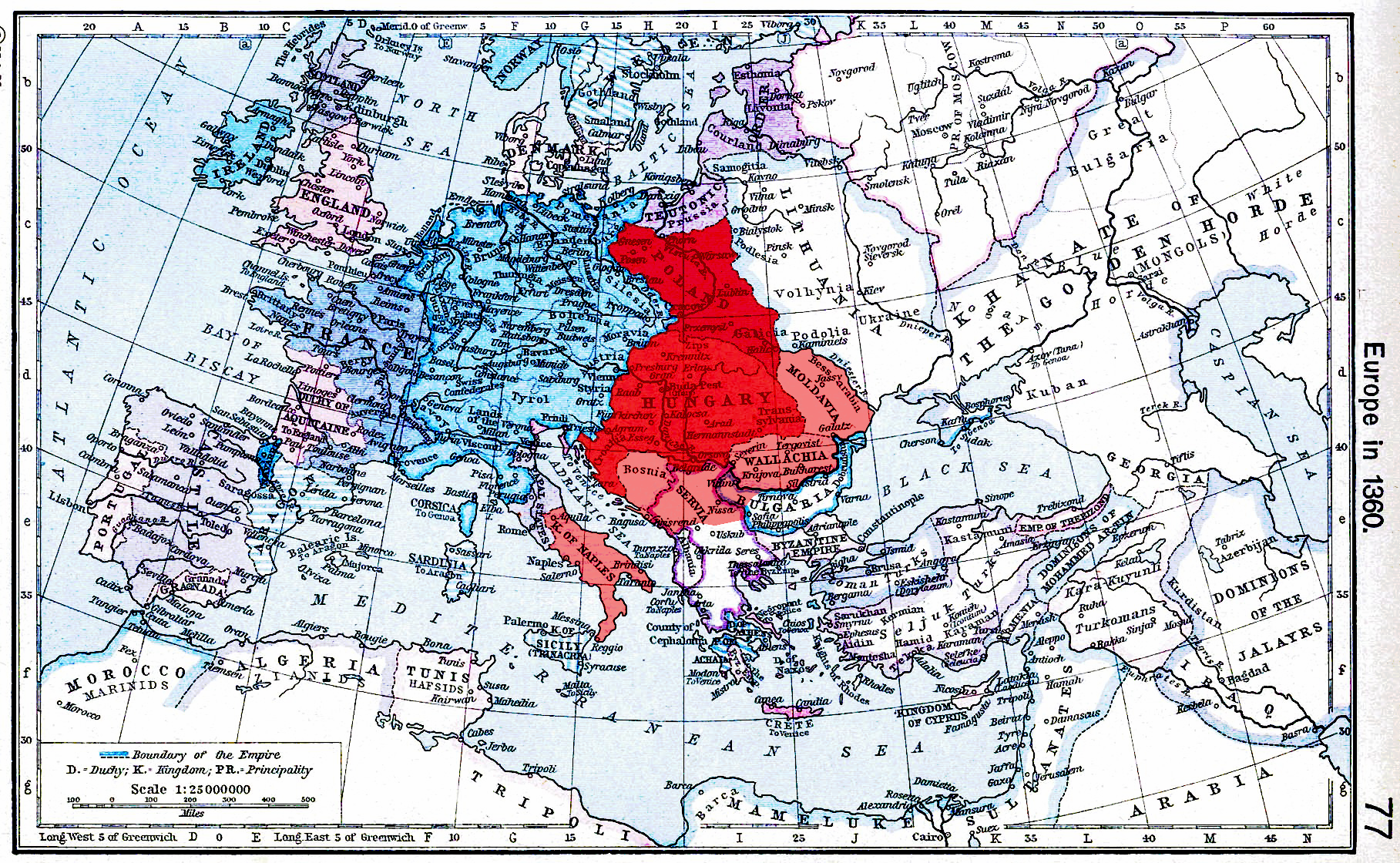
Володіння Людовіка напередодні його смерті

Внаслідок успішних воєнних дій проти литовсько-руських князів Південно-Західної Русі Людовіку Угорському вдалось значно розширити межі своїх володінь, приєднавши до них Холмську і Белзьку землі. Завдяки новим васалам в обличчі Любарта-Дмитра та подільських Коріятовичів його держава тепер простягалась до Полісся, Поросся і середньої течії Південного Бугу. Також Людовіку вдалось на деякий час убезпечити польські землі від литовських нападів. Хоча на думку Грушевського «Результат [походу] при такім великім розмаху був не особливий».
Однак не всі його здобутки були довговічними. Вже 1382 року, після смерті Людовіка. Любарт-Дмитро викупив в угорських воєвод частину своїх земель, а саме Кременець і Олесько з околицями. Галицька Русь до 1387 р. належала угорцям, і була зрештою приєднана до Польського королівства внаслідок успішного походу дочки Людовіка, Ядвіги. Подільські князі залишались угорськими васалами ще майже два десятиліття, поки Поділля не було завойоване зусиллями литовських князів Ягайла та Вітовта у 1390-х роках.